# 徐凝
徐凝（？—？），睦州分水县柏山（今浙江省桐庐县）人，唐朝官员、诗人。

## 生平
生卒年不詳。幼時與施肩吾一起在龍門寺讀書。徐凝曾于杭州开元寺题过牡丹诗，白居易看了很激賞，邀与同饮，尽醉而归。元和十五年（820年），與施肩吾同登盧儲榜進士。官至侍郎。徐凝又以书法著称。